# Terza medaglia di Alfonso V d'Aragona
La terza medaglia di Alfonso V d'Aragona fu realizzata in bronzo dall'artista italiano Pisanello nel 1449 e misura 10,8 cm di diametro.

## Storia
Dopo aver coniato la celebre medaglia di Giovanni VIII Paleologo (1438), ristabilendo la tradizione di effigiare personaggi viventi come nelle monete dell'Impero Romano, Pisanello divenne molto richiesto dalle corti italiane, creando una ventina di medaglie.
A Napoli Pisanello si recò nel 1449, come testimonia la data sulla prima medaglia di Alfonso V e un documento datato 14 febbraio con il quale vengono tributati speciali onori all'artista. Per Alfonso Pisanello realizzò almeno tre medaglie, più una per il suo consigliere Inigo d'Avalos. Restano inoltre numerosi disegni per altre medaglie e un paio di ritratti del sovrano a penna su carta, oggi al Louvre (nn. 2306 e 2481). Esistono esemplari della terza medaglia firmati anche sul verso in basso, di solito considerati conii più tardi espunti dalla medaglia originale.

## Descrizione
L'opera, dai chiari intenti celebrativi, è virtuosamente esente da una retorica troppo artificiosa, riuscendo a sottolineare l'autorità del personaggio con un misurato ricorso ad elementi decorativi.
Sul recto il sovrano è effigiato di profilo in forma di busto fino alla spalla, girato a destra e sovrastante la corona. Lungo il bordo e al centro, in righe orizzontali ai lati dell'effigie, corre l'iscrizione DIVVS ALPHONSVS ARAGONIAE VTRIVSQVE SICILIAE VALENCIAE HIE[rosolimae] HVN[gariae] MAIO[ricarum] SAR[diniae] COR[sicae] REX CO[mes] BA[rcironae] DV[x] AT[henarum] ET NEO[patriae] AC CO[mes] RO[sciglionis] ET C[eritaniae], che elenca, in forma abbreviata, tutti i titoli del sovrano ("Divino Alfonso, re d'Aragona, Sicilia, Valencia, Gerusalemme, Ungheria, Maiorca, Sardegna e Corsica, conte di Barcellona, duca di Atene e di Neopatria e conte di Rossiglione e di Cerdagna").
Sul verso si vede un genio alato su un carro di trionfo tirato verso destra da due pariglie di cavalli bardati, sopra un terreno roccioso. In alto, su quattro righe, si legge l'iscrizione FORTITVDO / MEA ET LAVS MEA / DOMINVS ET FACTVS / EST MICHI IN SALVTEM da Esodo 15,2 ("Mia forza e mio canto è il Signore, egli mi ha salvato").